# Prvi poročnik plovila (Italija)
Prvi poročnik plovila (izvirno italijansko Primo tenente di vascello) je častniški čin v uporabi pri Italijanski vojni mornarici. V činovni hierarhiji Italijanske kopenske vojske, Italijanskega vojnega letalstva, Korpusa karabinjerov in Finančne straže mu ustreza čin prvega stotnika. V sklopu Natovega STANAG 2116 spada v razred OF-2.
Nadrejen je činu podporočnika plovila in podrejen činu kapitana korvete.

## Oznaka čina
Oznaka čina je dvodelna in sicer:
- narokavna oznaka: tri zlate črte s pentljo na vrhu in črto spodaj ter
- naramenska (epoletna) oznaka: tri zlate črte s pentljo na vrhu in črto spodaj.

Galerija
- Narokavna oznaka
- Naramenska (epoletna) oznaka